# 艾薩克·莊
艾薩克·L·莊（英語：Isaac L. Chuang）是一名美國電機工程師和物理學家。他在麻省理工學院超冷原子中心領導量子研究小組。他分別於1990年和1991年在麻省理工學院獲得物理系和電機工程學士學位，並於1991年獲得電機工程碩士學位。1997年，他在史丹佛大學獲得電機工程博士學位。
莊是核磁共振量子計算的先驅者之一。自2003年以來，由於噪聲對其可擴展性的限制，超過幾十個量子位元的液態核磁共振量子計算領域不再受到青睞，莊將注意力集中於困住離子的量子計算方法上。
莊還因與邁克爾·尼爾森合作撰寫《量子計算暨量子信息》而廣為人知，該書是此領域的主要參考書之一，被引用超過40,000次。
在1999年受雇於IBM時，莊原預計出現在埃洛·莫里斯的一部電影中，這部電影是IBM為2000年之際的內部會議而委託拍攝。最後該會議被取消，電影也沒有完成，但在莫里斯的個人網站上可以看到包括莊在內的一些節選 （页面存档备份，存于）。
2015年，他領導的一項研究表明，EdX平台上的一些學生通過創建多個帳戶與「收穫」正確答案來作弊。

## 榮譽
- 1999年，被選入為《麻省理工科技評論》TR100，成為世上35歲以下的100名創新者之一[6]
- 2010年，獲選為美國物理學會會士[7]

## 部份書籍
- Nielsen, Michael A.; Chuang, Isaac L.  10th Anniversary. Cambridge, UK: Cambridge University Press. 2000. ISBN 978-0-521-63235-5. OCLC 43641333.